# Internazionali BNL d’Italia 2020

Die Internazionali BNL d’Italia 2020 waren ein Tennisturnier der WTA Tour 2020 für Damen und ein Tennisturnier der ATP Tour 2020 für Herren in Rom und fanden zeitgleich vom 14. bis 21. September 2020 statt.

## Herrenturnier
→ Hauptartikel: Internazionali BNL d’Italia 2020/Herren
→ Qualifikation: Internazionali BNL d’Italia 2020/Herren/Qualifikation

## Damenturnier
→ Hauptartikel: Internazionali BNL d’Italia 2020/Damen
→ Qualifikation: Internazionali BNL d’Italia 2020/Damen/Qualifikation